# Proiectul Dayton
Proiectul Dayton a fost un proiect de cercetare și dezvoltare care a avut drept scop producția de poloniu în timpul celui de-Al Doilea Război Mondial, ca parte a Proiectului Manhattan de realizare a primelor arme nucleare. Proiectul s-a desfășurat în diverse locuri din și din jurul orașului Dayton, Ohio. Scopul proiectului a fost crearea inițiatorilor modulați de neutroni pe bază de poloniu, care au fost folosiți pentru inițierea reacțiilor nucleare în lanț în bombele nucleare. 

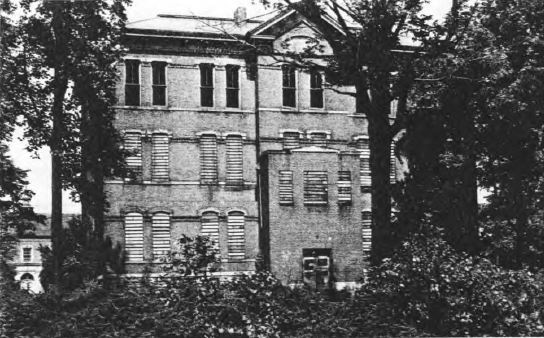
Proiectul Dayton - Unitatea III (septembrie 1943)

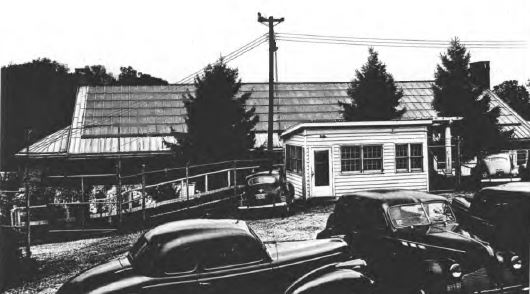
Proiectul Dayton - Unitatea IV (octombrie 1947)

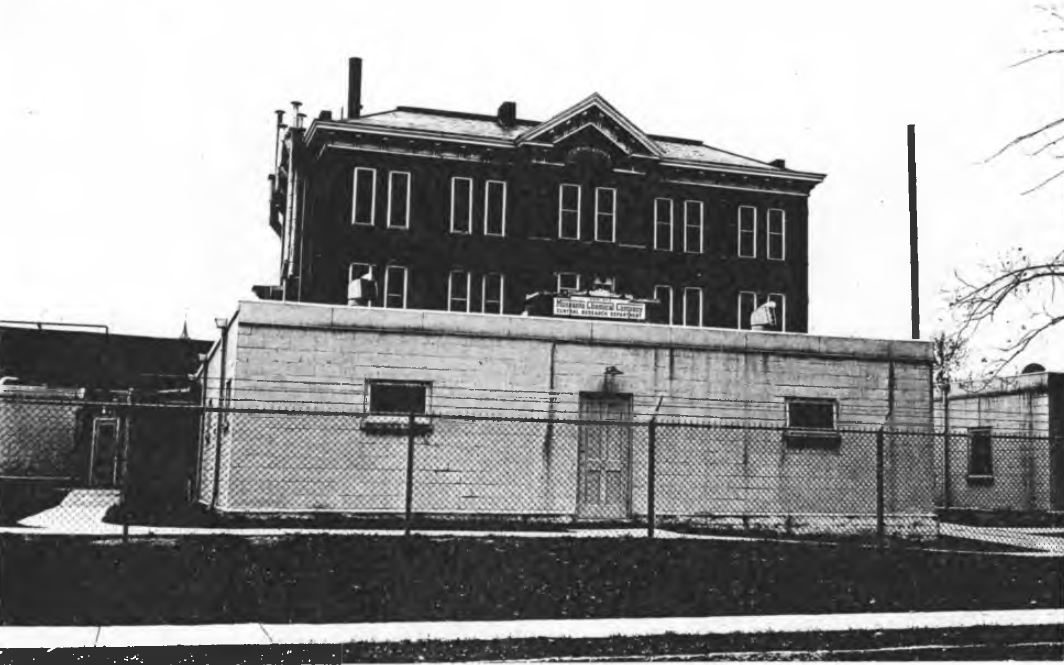
Proiectul Dayton - Unitatea III (octombrie 1947)

Proiectul Dayton a început în 1943, când Charles Allen Thomas (angajat la Monsanto), a fost recrutat în cadrul Proiectului Manhattan, pentru a coordona lucrările de purificare și producție a plutoniului, desfășurate în diferite locuri. Oamenii de știință de la Laboratorul Los Alamos au calculat că o bombă cu plutoniu ar necesita un inițiator de neutroni. Cele mai cunoscute surse de neutroni erau poloniul (radioactiv) și beriliul, astfel că Thomas s-a angajat să producă poloniu la laboratoarele Monsanto din Dayton. În timp ce cea mai mare parte a Proiectului Manhattan a avut loc în zone retrase, proiectul Dayton a fost amplasat într-o zonă urbană populată. S-a desfășurat între anii 1943 și 1949, până când au fost finalizate Laboratoarele Mound (în apropiere de Miamisburg, Ohio), unde a fost relocalizată ulterior activitatea. 
Proiectul Dayton a dezvoltat tehnici de extragere a poloniului din minereuri de dioxid de plumb (unde se găsește în mod natural) și prin iradierea cu neutroni a unor ținte de bismut în reactorul nuclear. În cele din urmă, inițiatorii neutronici pe bază de poloniu au fost utilizați atât pentru bombele precum Little Boy cât și pentru cele de tip Fat Man, folosite în cadrul bombardamentelor atomice de la Hiroshima, respectiv Nagasaki.  
Informația referitoare la faptul că poloniul a fost folosit ca inițiator a fost clasificată până în anii 1960; cu toate acestea, George Koval, un tehnician cu Special Engineer Detachment al Proiectului Manhattan, a pătruns în proiectul Dayton, acționând drept spion pentru Uniunea Sovietică. 